# Личково (Новгородська область)
Личково (рос. Лычково) — село у Дем'янському районі Новгородської області Російської Федерації.
Населення становить 1578 осіб. Належить до муніципального утворення Личковське сільське поселення.

## Історія
До 1927 року населений пункт перебував у складі Новгородської губернії. У 1927-1944 роках перебував у складі Ленінградської області.
Орган місцевого самоврядування від 2010 року — Личковське сільське поселення.

## Населення
| 1959 | 1970  | 1979  | 1989  | 2010  |
| ---- | ----- | ----- | ----- | ----- |
| 3070 | ↘2987 | ↘2519 | ↘2357 | ↘1578 |